# Benzingia palorae
Benzingia palorae là một loài thực vật có hoa trong họ Lan. Loài này được (Dodson & Hirtz) Dressler mô tả khoa học đầu tiên năm 2010.

## Hình ảnh

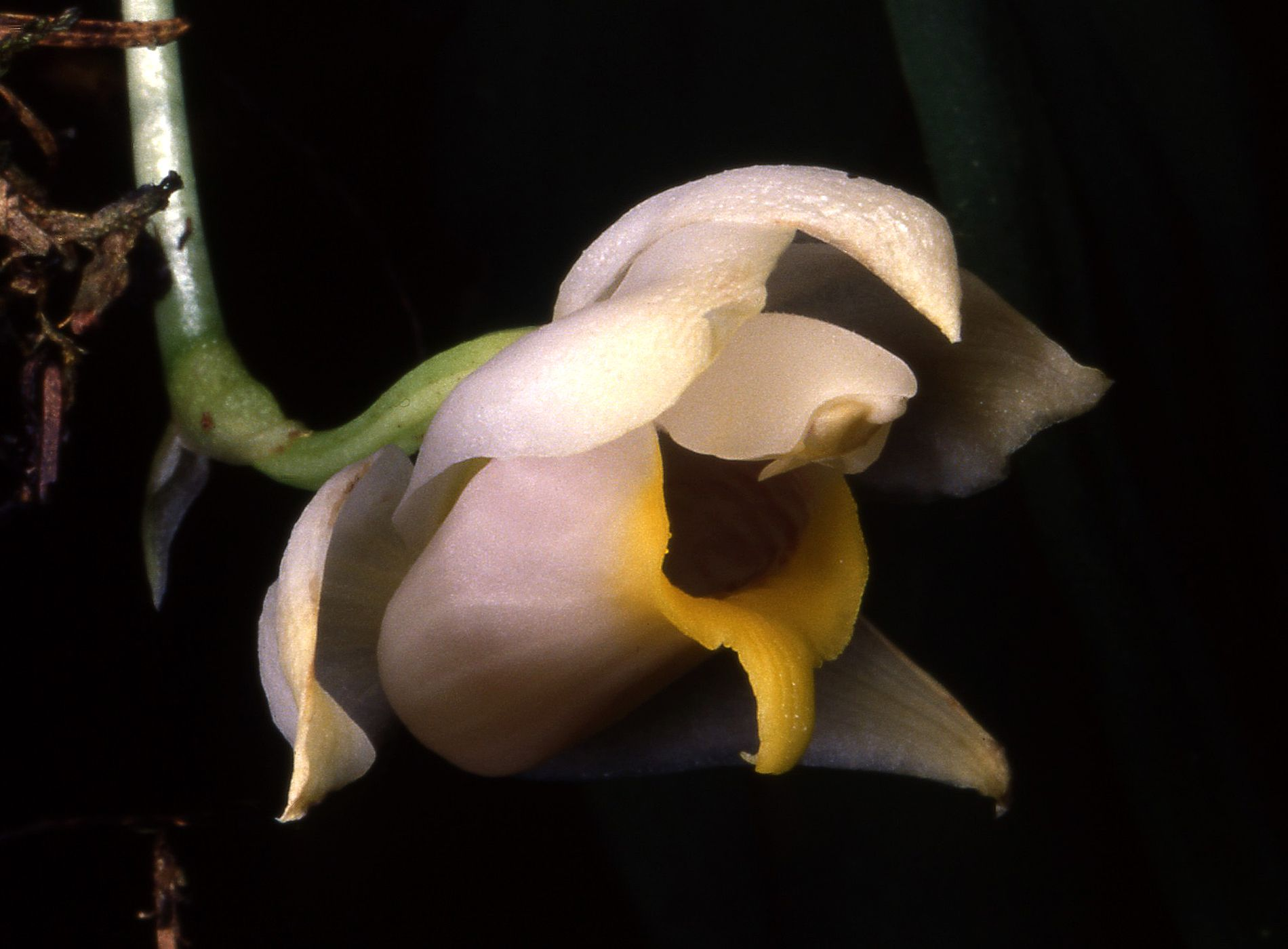